# Borovnica
Borovnica (IPA: [bɔrɔuˈniːʦa]ⓘ) város és község neve Szlovénia Közép-Szlovénia régiójában. A 2002-es népszámlálás adatai szerint a lakosság 87,1% szlovén anyanyelvű, 3,9% horvát, 2,9% szerbhorvát, 2,3% pedig szerb. A lakosság 60,3% katolikus hitű.
A város Ljubljanától délre fekszik, a Ljubljanai-völgy délkeleti sarkán. A Borovniščica patak folyik a városon keresztül. A város buszjáratokkal, valamint vasúttal össze van kötve Ljubljanával. Régebben Borovnica fölött ment a leghosszabb viadukt Európában, melyet a második világháború alatt lebombáztak. A viadukt egy oszlopa még ma is áll a város központjában.
Borovnica kiindulópont a Rakitna település és a Pekel pri Borovnici szurdok felé.

## Települések
Borovnica, Breg pri Borovnici, Brezovica pri Borovnici, Dol pri Borovnici, Dražica, Laze pri Borovnici, Lašče, Niževec, Ohonica, Pako, Pristava, Zabočevo